# Stichopus monotuberculatus
Stichopus monotuberculatus is een zeekomkommer uit de familie Stichopodidae.
De wetenschappelijke naam van de soort werd in 1834 gepubliceerd door Quoy & Gaimard.